# Arxiu parroquial

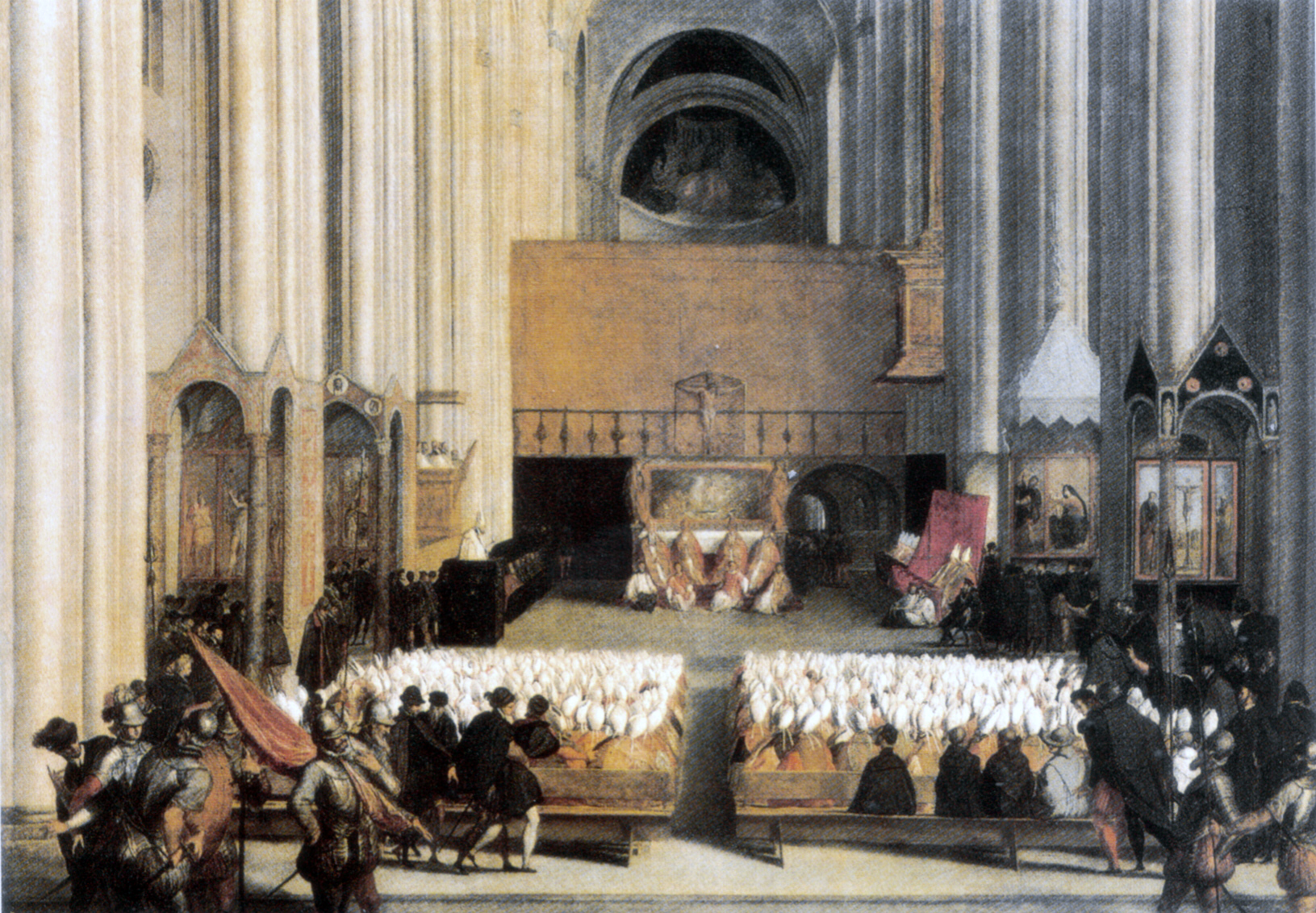
Clausura del Concili de Trent el 4 de desembre de 1563). Obra atribuïda a Paolo Farinati

L'arxiu parroquial és l'arxiu eclesiàstic responsable de la custòdia, conservació i comunicació de la documentació generada per una parròquia. La parròquia és la subdivisió de base d'una diòcesi, que s'aplica a diverses esglésies: l'Església Catòlica Romana, l'Església Anglicana, l'Església Ortodoxa i d'altres. La parròquia designa a la vegada una àrea geogràfica precisa, el territori de la parròquia, i el grup de persones que habiten aquest territori i constitueixen la comunitat parroquial.
L'arxiu de la parròquia comprèn fonamentalment els llibres de baptismes, confirmacions, matrimonis, òbits i compliment pasqual (quinque libri), els llibres de la cura d'ànimes i de l'administració de béns, actes i documents curials i les visites pastorals. També poden conservar-hi altres llibres referents a la mateixa església (llibres de privilegis, llibres de fàbrica, etc.), a institucions parroquials, confraries, rectors i registres notarials (molts arxius parroquials també conserven nombrosa documentació notarial a causa de la potestat dels rectors a expedir documentació oficial en el mateix terme parroquial en cas de falta de notari públic) i altres.
Podem considerar que els arxius parroquials neixen de forma oficial per decret institucional en les disposicions del Concili de Trent l'any 1562, tot i que la creació d'arxius en algunes parròquies podia haver-se generat per diverses situacions particulars amb anterioritat a aquesta data. Les disposicions del Concili estipulaven com a ordre el registre de les actes sacramentals dels baptismes, matrimonis i òbits i posteriorment també de l'administració del sagrament de la confirmació. És justament la documentació generada durant segles per aquesta pràctica la que conforma la base del patrimoni documental de la parròquia.
Els arxius parroquials, els quals conformen el gruix dels arxius eclesiàstics, han sofert moltes pèrdues i trasllats de documentació. Tot això ve relacionat segurament per l'escassetat de mitjans amb la qual compten moltes parròquies. Per aquest motiu les Assemblees Plenàries de l'Episcopat Espanyol, en les seves reunions de 1973 i 1980, han recomanat la concentració dels arxius parroquials dins els arxius diocesans, seguint les directrius del Reglament d'Arxius Eclesiàstics.